# 乙卡西酮
乙卡西酮（英語：ethcathinone，又稱乙基卡西酮、α-乙基氨基苯丙酮），是一种卡西酮衍生物，具有兴奋剂的作用，成为“派對用精神科藥物”。